# 文山鹤顶兰
文山鹤顶兰（学名：Phaius wenshanensis）为兰科鹤顶兰属下的一个种。其种加词“wenshanensis”意为“云南文山的”。